# Bernard d'Ascoli
Bernard d'Ascoli (Aubagne, 1958) è un pianista e organista francese, non vedente dalla nascita.
Cominciò a studiare il pianoforte all'età di otto anni. Vinse il Barcelona International Piano Competition diciannovenne, nel 1978. Entrò nella scena musicale internazionale nel 1981 quando, dopo il terzo posto al Leeds International Piano Competition, venne invitato a suonare nei più importanti centri musicali.
Ha eseguito pezzi per pianoforte solo del periodo romantico, in particolare Fryderyk Chopin, Franz Liszt e Robert Schumann.